# Яворівка (Звягельський район)
Яворі́вка — село в Україні, у Брониківській сільській територіальній громаді Звягельського району Житомирської області. Населення становить 318 осіб (2001).

## Історія
У 1923 році село Дзекунка (Гута Дзекунка) належало до Слободо-Чернецької сільської ради Новоград-Волинського району Житомирської округи Волинської губернії разом із селом Чернецька Слобода та колонією Муравня (Мурові Голендри). Село налічувало 150 дворів та 748 мешканців.
У 1925—54 роках — адміністративний центр Яворівської (Дзекунської) сільської ради Новоград-Волинського, Мархлевського районів та Новоград-Волинської міської ради.